# Melchor Guerrero
Melchor Guerrero Periago (Cartagena, 11 de abril de 1898 - Madrid, 17 de diciembre de 1983) fue un ferroviario, sindicalista y político español. Miembro del Partido Socialista Obrero Español (PSOE) desde 1931, fue un activo miembros del Sindicato Ferroviario, presidente de la agrupación socialista de Murcia vinculado al sector caballerista y diputado a Cortes elegido en la candidatura del Frente Popular en las elecciones de 1936 por la circunscripción de Murcia capital. Al finalizar la Guerra Civil fue uno de los exiliados que embarcaron en el buque Stanbrook desde el puerto de Alicante camino de Orán, para terminar después en México, donde pasó la mayor parte de su vida. Tras la dictadura franquista regresó a España.